# Друз Юлій Цезар
Друз Юлій Цезар (7—33) — політичний діяч ранньої Римської імперії, противник імператора Тиберія.

## Життєпис
Походив з родини Юліїв-Клавдіїв. Син Германіка Юлія Цезаря, консула 12 року н. е., та Агрипини Старшої.
У травні 17 року брав участь у святкуванні тріумфу свого батька Германіка над херусками. У 23 році надів чоловічу тогу й отримав від сенату звільнення від вігінтвірата, а також дозвіл займати посаду квестора на 5 років раніше законного терміну. Тоді ж увійшов до колегії авгурів. У 23 році, після смерті свого рідного сина, імператор Тиберій доручив Друза й його старшого брата Нерона турботам сенату. Проте, у 24 році імператор висловлював невдоволення у зв'язку з надмірністю надаються почестей Друзу.
У 25 році Друз Цезар займав посаду префекта Риму. Під час своєї каденції керував Латинськими святами. Перебував у поганих відносинах зі своїм братом Нероном і заздрив йому, так як той був улюбленцем їх матері Агрипини та старшим з можливих спадкоємців Тиберія. Внаслідок цього у 26 році Друз зблизився з префектом преторія Сеяном, який таємно прагнув усунути Нерона, а в подальшому — і самого Друза. Шпигуни, приставлені до нього, як і до його брата Нерона, доносили Сеяну й Тиберію про всі їх слова чи дії.
У 29 році Агрипіна та Нерон були заслані, головним спадкоємцем став Друз. Тоді Сеян вступив у змову з Лепідою, дружиною Друза, у 30 році спонукав її пред'явити чоловікові ряд звинувачень. Тиберій відіслав Друза з Капрі до Риму, а сенат за пропозицією Кассія засудив його на смерть як ворога держави. Страта була відстрочена, і протягом декількох років Друз утримувався в ув'язненні. У 31 році, після розкриття змови Сеяна, Тиберій розраховував використовувати Друза як противагу, якщо Сеян почне озброєний заколот, однак такої необхідності не виникло.
У 33 р. Тіберій розпорядився заморити Друза голодом. На доказ його злочинів у сенаті були зачитані щоденні записи всіх його слів і вчинків.

## Родина
Дружина — Емілія Лепіда.